# Gabriel Marcel
 (septembre 2010).
Si vous disposez d'ouvrages ou d'articles de référence ou si vous connaissez des sites web de qualité traitant du thème abordé ici, merci de compléter l'article en donnant les références utiles à sa vérifiabilité et en les liant à la section « Notes et références ».
Pour les articles homonymes, voir Marcel et Gabriel Marcel (homonymie).

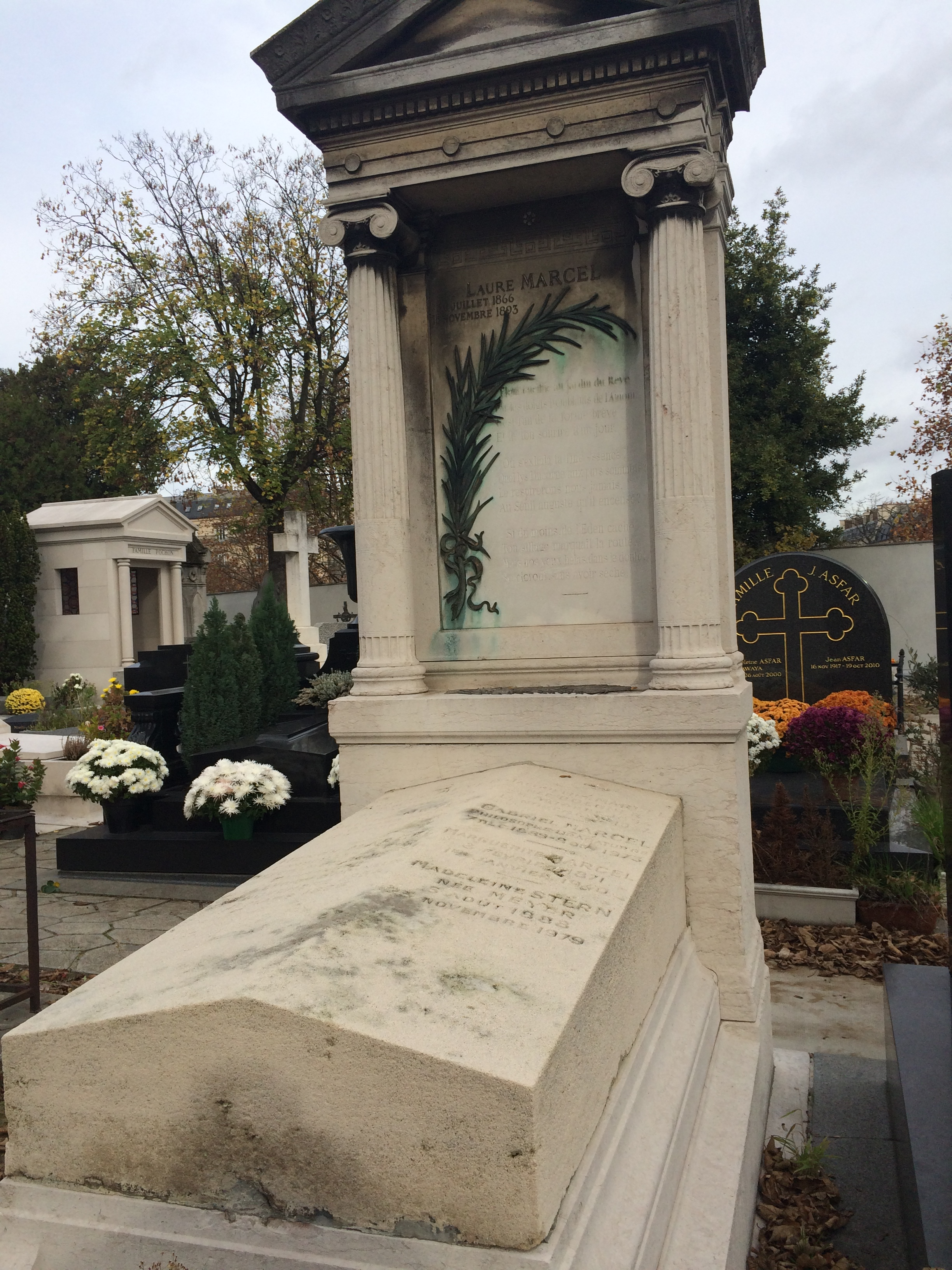
Sépulture de Gabriel Marcel au cimetière de Passy (div. 9) à Paris.

Gabriel Honoré Marcel, né le 7 décembre 1889 à Paris 8e et mort le 8 octobre 1973 dans le 7e arrondissement de Paris, est un philosophe, dramaturge, critique littéraire et musicien français, représentatif de l'existentialisme chrétien.

## Biographie

### Enfance et formation
Gabriel Marcel naît le 7 décembre 1889 à Paris, fils d’un diplomate agnostique et d’une mère juive qui meurt alors qu’il n’a que trois ans.
Élève du lycée Carnot puis étudiant à la Sorbonne, Gabriel Marcel poursuit trois passions pour lesquelles il semble également doué : la musique, le théâtre et la philosophie. Il suit les cours de Bergson au Collège de France. À 21 ans, il obtient l’agrégation de philosophie. Son premier poste d'enseignement est au lycée de Vendôme, en 1911, puis il est muté au lycée Condorcet de Paris, puis à Sens. Sa voix un peu faible, ses ennuis de santé et un certain manque d’enthousiasme le conduisent à renoncer dès 1923 à la carrière d'enseignant.
Gabriel Marcel s’est investi en parallèle dans le théâtre. Ses deux premières pièces paraissent en 1914 sous un titre spirituel et quelque peu mystérieux : Le Seuil invisible. D'autres œuvres suivront, sans jamais rencontrer le succès escompté par l’auteur (Le Dard, Chemin de Crète, La Chapelle ardente, Un homme de Dieu…). Gabriel Marcel en gardera une profonde amertume.

### Écrits philosophiques et expériences de vie
Gabriel Marcel entreprend aussi une thèse consacrée au problème de l’intelligibilité religieuse, qu'il n'achèvera pas. Ses notes et ses analyses sur la question vont cependant alimenter la matière de son plus grand chef-d’œuvre philosophique, le Journal métaphysique. À cette époque, Gabriel Marcel n’est pas encore chrétien, mais, confronté très jeune à la mort par la perte de sa mère, il reste passionné par la question de la transcendance. Pendant la Première Guerre mondiale, il s’était engagé au sein de la Croix-Rouge comme volontaire au service des disparus, et avait participé à des expériences métapsychiques visant à communiquer avec l’au-delà.
En 1919, il épouse Jacqueline Boegner, fille du pasteur Alfred Boegner, et ils adoptent un enfant, Jean-Marie. Il collabore à de nombreuses revues (Sept, Temps présent, L’Europe nouvelle…) qui contribuent à consolider son assise intellectuelle.
Ses interventions à la Société française de philosophie contre l'idéalisme intellectualiste de Léon Brunschvicg manifestent son souci du concret et de l'individuel. En 1921, il défend la valeur métaphysique de la philosophie contre la théorie brunschvicgienne de l'intelligence, au point d'affirmer lui préférer la thèse d'Octave Hamelin, dont il se considérait pourtant très éloigné— Hamelin ayant développé un système ternaire proche de celui de Hegel pour expliquer la représentation.
En 1926, il crée chez Plon la collection de littérature internationale « Feux croisés », tout en poursuivant ses activités d'écrivain, de conférencier, d'auteur dramatique, de critique littéraire et musical (à la NRF).
En 1948, à l'occasion de son voyage à Beyrouth, il fait la rencontre du jeune artiste arménien Joseph Terdjan, avec lequel il se liera d'une sincère et profonde amitié.

### Conversion au catholicisme et notoriété

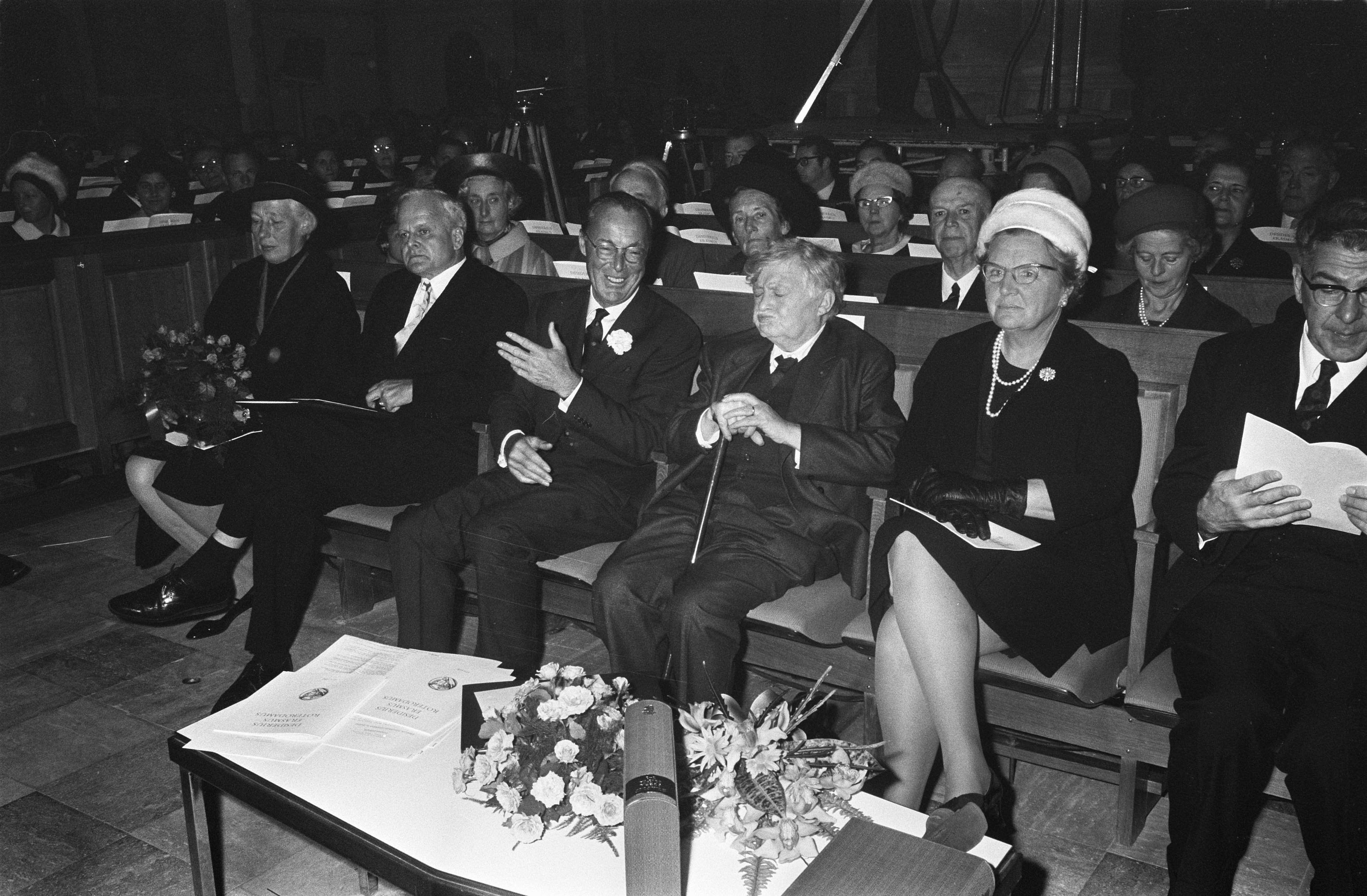
Carl von Weizsäcker et Gabriel Marcel, la réception de prix Érasme (1969).

Sa conversion au catholicisme, en 1929, marque un tournant décisif dans son itinéraire intellectuel. Dans les années 1930, il collabore aux revues catholiques Sept, La Vie intellectuelle et Temps présent.
Après la guerre, il acquiert une notoriété internationale et termine sa carrière couvert d'honneurs : docteur honoris causa de plusieurs universités, Grand prix de littérature de l'Académie française en 1949, membre de l'Académie des sciences morales et politiques en 1952, il reçoit le Grand prix national des Lettres en 1958 et le prix Érasme en 1969.
En 1956, il se rend à Caux en Suisse, où il rencontre l'Américain Frank Buchman, fondateur du Réarmement moral. Malgré les vives critiques du milieu intellectuel parisien, il restera proche de ce mouvement où il décèle une étonnante « conjonction entre l'intime et le mondial ». Il collabore à la revue La Nation française fondée et dirigée par Pierre Boutang.
Les expériences existentielles de Gabriel Marcel, comme la mort de sa mère lorsqu'il avait trois ans ou la perte de son épouse Jacqueline en 1947, sont inséparables d'une œuvre philosophique fondée sur la méditation de l'expérience humaine dans des formes aussi personnelles que son Journal métaphysique tenu au jour le jour. En 1929, sa conversion au catholicisme romain aura marqué un tournant décisif dans son œuvre et fait de lui le maître français de l'existentialisme chrétien, terme auquel il disait préférer celui d'un certain « socratisme chrétien ».
De 1955 à sa mort, il préside la Société des amis de Charles Du Bos.
En avril 1971, il cosigne l'« appel aux enseignants » lancé par l'Institut d'études occidentales après la démission de Robert Flacelière de la direction de l'École normale supérieure.

## Œuvres

### Philosophie
- Existence et Objectivité (1914).
- Journal métaphysique (1914-1923), Paris, Gallimard, 1927.
- Être et avoir (1918-1933), Paris, Aubier, 1935.
- Du refus à l'invocation, Paris, Gallimard, 1940. (Réédité en 1967 sous le titre Essai de philosophie concrète, Paris, NRF/Gallimard, 1967)
- Homo viator. Prolégomènes à une métaphysique de l'espérance, Paris, Aubier, 1945
- La Métaphysique de Royce, Paris, Aubier, 1945
- Position et Approches concrètes du mystère ontologique, introduction par Marcel de Corte. Louvain, E. Nauwelaerts; Paris, Librairie philosophique J. Vrin, 1949
- Le Mystère de l'être. Paris, Aubier, 1951, 2 volumes
- Les Hommes contre l'humain, Paris, La Colombe, 1951, réédition: Fayard, 1968
- Le Déclin de la sagesse, Paris, Plon, 1954
- L'Homme problématique, Paris, Aubier, 1955
- Théâtre et Religion, Lyon, Éditions E. Vitte, 1958
- Présence et Immortalité, Paris, Flammarion, 1959
- La Dignité humaine et ses assises existentielles, Paris, Aubier, 1964
- Entretiens Paul Ricœur, Gabriel Marcel, Paris, Aubier, 1968, réédition : présence de Gabriel Marcel, 1999
- Pour une sagesse tragique et son au-delà, Paris, Plon, 1968
- En chemin, vers quel éveil ? Paris, Gallimard, 1971
- Coleridge et Schelling. Paris, Aubier, 1971
- Plus décisif que la violence, Paris, Plon, 1971
- Percées vers un ailleurs, Fayard, 1973
- Gabriel Marcel interrogé par Pierre Boutang suivi de Position et approches concrètes du mystère ontologique, Paris, J.-M. Place Éditeur, 1977
- Tu ne mourras pas, textes choisis et présentés par Anne Marcel, préface du P. Xavier Tilliette, éditions Arfuyen, 2005

### Théâtre
- Le Cœur des autres, Paris, Grasset, 1921
- L'Iconoclaste, Paris, Stock, 1923
- Un homme de Dieu, Paris, Grasset, 1925
- La Chapelle ardente (1925), mise en scène Gaston Baty, théâtre du Vieux-Colombier
- Le Monde cassé suivi de Position et approches concrètes du mystère ontologique, Paris, Desclée de Brouwer, 1933
- Chemin de Crète, Paris, Grasset, 1936 - Prix Paul-Hervieu de l’Académie française
- Le Dard, Paris, Plon, 1936
- Le Fanal, Paris, Stock, 1936
- La Soif, Paris, Desclée de Brouwer, 1938, réédité sous le titre Les cœurs avides, La Table Ronde, 1952
- Théâtre comique : Colombyre ou le brasier de la paix - La double expertise - Les points sur les i - Le divertissement posthume, Paris, Albin Michel, 1947
- Vers un autre Royaume : L'émissaire - Le signe de la croix. Paris, Plon, 1949[10]
- Rome n'est plus dans Rome, Paris, La Table Ronde, 1951
- Croissez et multipliez, Paris, Plon, 1955
- Mon temps n'est pas le vôtre, Paris, Plon, 1955
- La Dimension Florestan suivi de la conférence Le Crépuscule du sens commun, Paris, Plon, 1958

### Critique littéraire et dramatique
- Gabriel Marcel et François Mauriac. In : François Bréda, Ca critique littéraire et dramatique de Gabriel Marcel, Les Éditions Grinta, Cluj-Napoca, 2004.
- Regards sur le théâtre de Claudel, éditions Beauchesne, 1964